# Два полонеза, соч. 40
Опус 40 включает в себя два полонеза, написанных Фридериком Шопеном в 1838 году. По словам пианиста Артура Рубинштейна, первый полонез символизирует польскую славу, а второй полонез — польскую трагедию. Первоначально Шопен планировал посвятить пьесы Титусу Войцеховскому, но в конечном счёте написал в нотах имя Юлиана Фонтаны.

## Полонез № 1

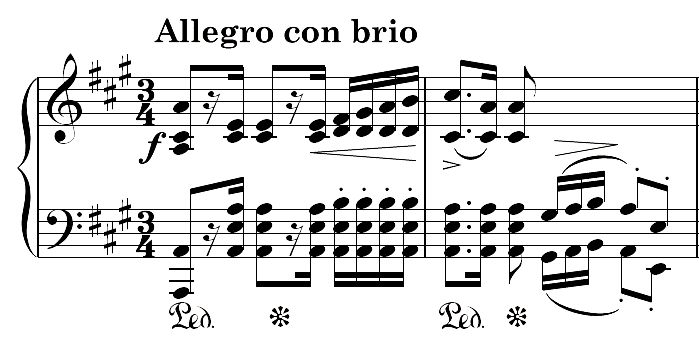
Начало полонеза № 1

Имеет название «Военный полонез». Написан в простой трёхчастной форме: начинается и заканчивается в ля мажоре, а средняя секция ― трио ― имеет тональность ре мажор. Советский музыковед Юлий Кремлёв называет этот полонез «испещрённым богатыми модуляциями» (Gis—Е—Gis к A-dur, h—fis—В—С к D-dur).
Во время вторжения Германии в Польшу в сентябре 1939 года в начале Второй мировой войны Польское радио ежедневно транслировало эту пьесу ради сплочения польского народа. Также полонез звучит в начальных и заключительных титрах фильма «Быть или не быть» (1942) и в сцене празднования окончания войны в фильме «Пепел и алмаз» (1958).

## Полонез № 2

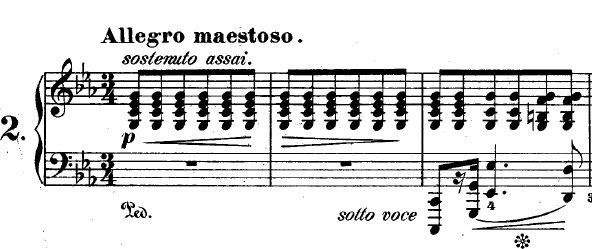
Начало полонеза № 2

Главной темой второго полонеза, контрастирующей с величественным и радостным мотивом первого, являются аккорды в правой руке, начинающиеся в тональности до минор, и заунывная октавная мелодия, исполняемая левой рукой. Средняя секция написана в ля-бемоль мажоре и имеет типичный для полонеза ритм. В последнем разделе повторяется основная тема, но в значительной степени в сокращении, с добавлением драматической мелодии в правой руке.
Тема полонеза сходна с темой пьесы Кароля Курпиньского «Привет королю польской земли».
|             | Полонез Шопена | Полонез Курпиньского |
| ----------- | -------------- | -------------------- |
| Регистр     | низкий         | высокий              |
| Тональность | до минор       | ре мажор             |
| Характер    | драматичный    | торжественный        |